# Der kleine Zauberer und die große Fünf
Der kleine Zauberer und die große Fünf ist ein deutscher Kinderfilm der DEFA von Erwin Stranka aus dem Jahr 1977. Gelegentlich wird er auch zu den DEFA-Märchenfilmen gezählt. 

## Handlung
Für die Familie Schneidewind ist Zauberei Alltag: Vater Schneidewind arbeitet in einer Zauberstabfabrik, während Mutter Schneidewind in ihrem Schuhladen mit Zauberei jegliche Schuhwünsche der Kunden erfüllen kann. Sohn Oliver, der die vierte Klasse besucht, hat hingegen noch seine Probleme mit der Zauberei und in Zauberkunde gerade eine glatte 5 erhalten. In vier Tagen soll er Lehrer Fiebig die Unterschrift seiner Eltern zeigen, will der Familie die Schande über die Zensur jedoch ersparen.
Er versucht in den vier Tagen alles Erdenkliche, um die 5 verschwinden zu lassen. Beim Versuch, die 5 wenigstens in eine 3 zu verwandeln, erscheinen in seinem Zimmer plötzlich fünf sprechende Meerschweinchen. Beim nächsten Versuch zaubert Oliver singende, rotkarierte Gänse in sein Zimmer. Als selbst seine Mitschüler sich von ihm abwenden, weil er vor lauter Zauberei keine Zeit mehr zum Spielen hat, beichtet er seinen Eltern, die bereits misstrauisch geworden waren, schließlich doch seine Zensur. Zwar versagt bei einer 5 auch die Zauberkunst des Vaters, doch weiß Mutter Schneidewind Rat: Schafft es Oliver, in den nächsten drei Arbeiten eine 1 zu schreiben, wird aus der schlechten 5 am Ende im Durchschnitt eine 2.

## Produktion
Der kleine Zauberer und die große Fünf beruht auf dem gleichnamigen Kinderbuch von Uwe Kant. Die Dreharbeiten fanden in und um  Potsdam statt. Zu sehen sind unter anderem der Saarmunder Segelflugplatz, die damalige Ernst-Thälmann-Schule im Zentrum von Potsdam, der Platz der Einheit, das Halbleiterwerk Stahnsdorf und die Bruno-Baum-Straße. Auch das DEFA-Außengelände und eine Zahnarztpraxis im Gebäude der DEFA dienten als Drehorte, um die Transportkosten des Films niedrig zu halten.
Der Film erlebte am 4. Februar 1977 im Palast-Theater in Jena seine Premiere. Regisseur Erich Stranka hatte sich zuvor bereits bei Susanne und der Zauberring mit magischen Elementen im Alltag befasst.

## Kritik
Die zeitgenössische Kritik bemängelte, dass der Film eine „überschaubare… und recht handlungsarme… Geschichte“ sei: „Bereits ab Mitte gibt es keine neuen Aspekte mehr, so bleiben Wiederholungen an immer anderen Gewändern nicht aus, Spaß und Freude lassen nach, Ermüdung ist die Folge.“ Die Geschichte wirke „flach und farblos, bis auf die wenigen Momente, in denen wirklich gezaubert und sich verzaubert wird“; der Film sei eine „aufgebauschte Geschichte, deren zähflüssige Komik nur wenig die Bauchmuskeln strapaziert“.
Andere Kritiker lobten dennoch die „vielen phantasievollen Gags und Schnurren“ des Films. Frank-Burkhard Habel schrieb 2000 rückblickend, dass der Film die „Moral des bekannten Kinderbuchs inkonsequent um[setze, aber] dennoch viele witzige Passagen“ biete.
Für den film-dienst war Der kleine Zauberer und die große Fünf ein „zwischen Fantasie und Didaktik changierendes Gegenwartsmärchen.“